# Glenea infraflava
Glenea infraflava é uma espécie de escaravelho da família Cerambycidae. Foi descrito por Stephan von Breuning em 1969. É conhecida a sua existência em Bornéo.